# Bezirksliga Niederschlesien 1939/40
Die Bezirksliga Niederschlesien 1939/40 war die siebte Spielzeit der Bezirksliga Niederschlesien. Sie diente, neben der Bezirksliga Mittelschlesien 1939/40 und der Bezirksliga Oberschlesien 1939/40 als eine von drei zweitklassigen Bezirksligen dem Unterbau der Gauliga Schlesien. Die Meister der drei Bezirksklassen qualifizierten sich für eine Aufstiegsrunde, in der zwei Aufsteiger zur Gauliga ausgespielt wurden.
Die Bezirksliga Niederschlesien war in dieser Saison in zwei Gruppen mit je sieben Mannschaften eingeteilt, deren Sieger in zwei Finalspielen den Bezirksmeister ausspielten. Am Ende sicherte sich der VfB Liegnitz die Bezirksmeisterschaft im Finale gegen den ATV Penzig und nahm dadurch an der Aufstiegsrunde zur Gauliga Schlesien 1940/41 teil, bei der sich die Liegnitzer gemeinsam mit dem SC Vorwärts Breslau den Aufstieg in die Gauliga sichern konnten. 
Kriegsbedingt kam es zu etlichen Spielabsagen, so dass gerade einmal etwas mehr als die Hälfte der geplanten Spiele stattfinden konnten. Zur nächsten Saison wurde die Bezirksliga Niederschlesien in 1. Klasse Niederschlesien umbenannt.

## Gruppe Ost

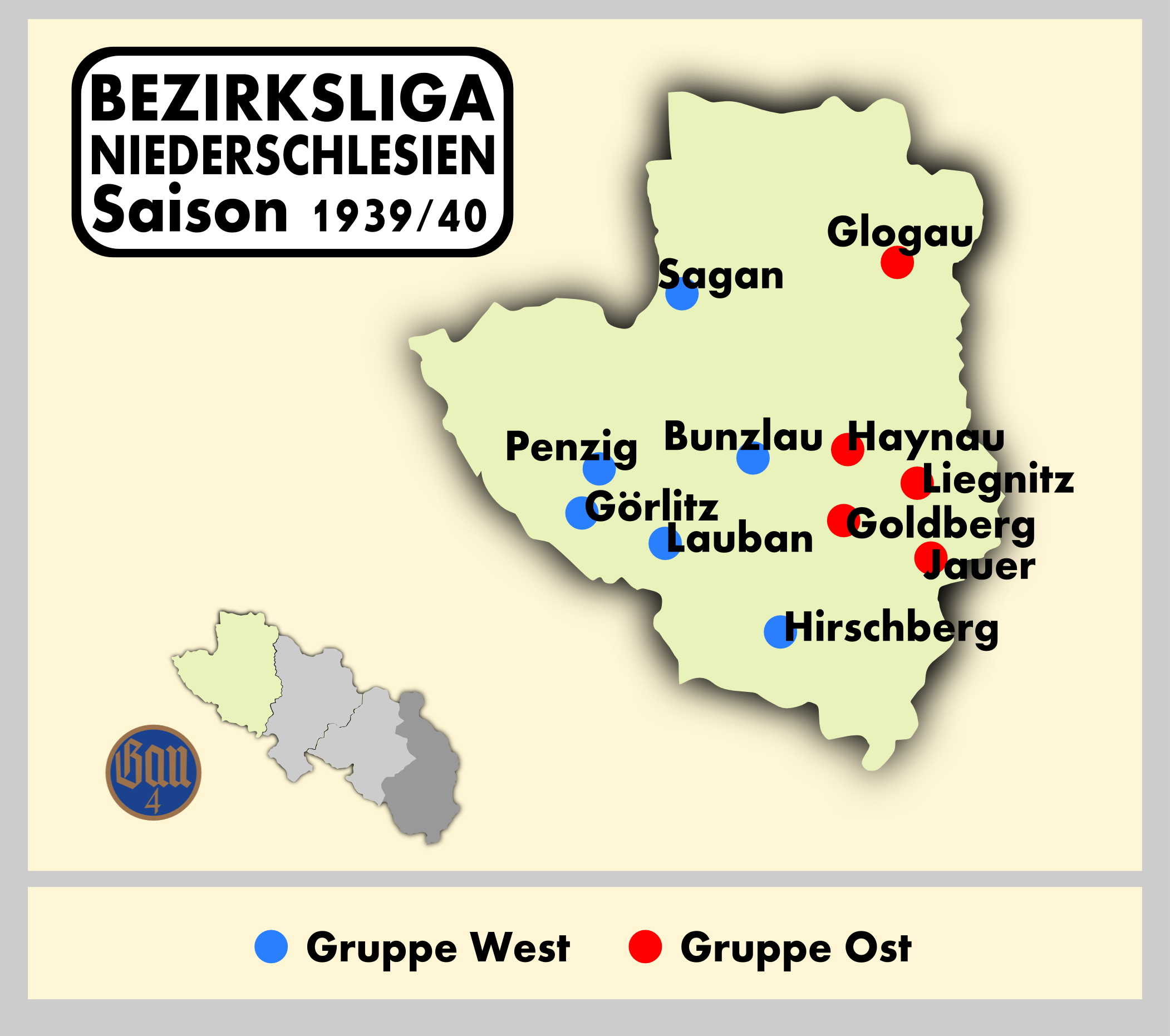
Spielorte der Bezirksliga Niederschlesien 1939/40.

| Pl. | Verein                   | Sp. | S | U | N | Tore    | Quote | Punkte |
| --- | ------------------------ | --- | - | - | - | ------- | ----- | ------ |
| 1.  | VfB Liegnitz             | 11  | 8 | 1 | 2 | 040:170 | 2,35  | 17:50  |
| 2.  | TSV Schlesien Haynau     | 11  | 6 | 2 | 3 | 031:210 | 1,48  | 14:80  |
| 3.  | Post-SV Liegnitz (N)     | 12  | 5 | 1 | 6 | 035:330 | 1,06  | 11:13  |
| 4.  | SC Preußen 1911 Glogau   | 8   | 4 | 1 | 3 | 016:200 | 0,80  | 09:70  |
| 5.  | Liegnitzer BC Blitz 03 A | 11  | 2 | 5 | 4 | 027:320 | 0,84  | 09:13  |
| 6.  | SC Jauer                 | 9   | 1 | 3 | 5 | 015:300 | 0,50  | 05:13  |
| 7.  | FC Preußen Goldberg      | 6   | 1 | 1 | 4 | 009:200 | 0,45  | 03:90  |

| (N) | Aufsteiger aus den 1. Kreisklassen |

## Gruppe West
| Pl. | Verein                      | Sp. | S | U | N | Tore    | Quote | Punkte |
| --- | --------------------------- | --- | - | - | - | ------- | ----- | ------ |
| 1.  | ATV Penzig                  | 7   | 7 | 0 | 0 | 054:170 | 3,18  | 14:0   |
| 2.  | Gelb-Weiß Görlitz           | 4   | 2 | 1 | 1 | 025:130 | 1,92  | 05:30  |
| 3.  | Laubaner SV (N)             | 7   | 1 | 2 | 4 | 022:290 | 0,76  | 04:10  |
| 4.  | SSVgg Bunzlau               | 2   | 1 | 0 | 1 | 008:130 | 0,62  | 02:20  |
| 5.  | Reichsbahn SG Görlitz A (N) | 6   | 0 | 2 | 4 | 012:440 | 0,27  | 02:10  |
| 6.  | STC Hirschberg B            | 2   | 0 | 1 | 1 | 001:600 | 0,17  | 01:30  |
| 7.  | Saganer TuSV C              | 0   | 0 | 0 | 0 | 000:000 | 1,00  | 0:0    |

| (N) | Aufsteiger aus den 1. Kreisklassen |

## Finale Meisterschaft Bezirksliga
Im Finale um die Meisterschaft in der Bezirksliga trafen der Sieger der Gruppe West, ATV Penzig, und der Sieger der Gruppe Ost, VfB Liegnitz, aufeinander. Das Hinspiel fand am 30. Juni 1940 in Penzig, das Rückspiel am 7. Juli 1940 in Liegnitz statt. Liegnitz konnte sich durchsetzten und nahm als niederschlesischer Vertreter an der Aufstiegsrunde zur Gauliga Schlesien 1940/41 teil, bei der die Mannschaft den Aufstieg in die Gauliga schaffte.
|            | Gesamt |              | Hinspiel | Rückspiel |
| ---------- | ------ | ------------ | -------- | --------- |
| ATV Penzig | 4:9    | VfB Liegnitz | 3:5      | 1:4       |